# ヴァルガ・ラースロー
ヴァルガ・ラースロー（Varga László, 1924年12月13日 - 2014年12月11日）は、ハンガリー出身のチェロ奏者。
ブダペストの生まれ。
地元のリスト音楽院でアドルフ・シッファーにチェロ、ヴェイネル・レオーに室内楽を学んだ。
第二次世界大戦中はナチス・ドイツにより強制労働を強いられ、戦後に渡米し、1946年にレナー四重奏団のチェロ奏者となった。
1948年に四重奏団が解散してからはニューヨーク・フィルハーモニック交響楽団の首席奏者を務め、自らチェロ・アンサンブルを組織し、多くの曲をチェロ・アンサンブル用に編曲した。1963年からカナディアン四重奏団のチェロ奏者やボロディン・トリオのチェロ奏者を務める傍らでソリストとしても活躍した。
一方でカリフォルニア大学サンタクルーズ校やヒューストン大学などで教鞭をとり、大学のオーケストラを指揮する等していた。
フロリダ州サラソータの自宅にて死去。

## 註
1. ↑  “Obituary: Cellist Laszlo Varga escaped a Nazi work camp”. Macro insider. (2014年12月11日).  オリジナルの2015年1月12日時点におけるアーカイブ。 2015年1月12日閲覧。

| スタブアイコン | サブスタブ | この項目は、まだ閲覧者の調べものの参照としては役立たない、音楽関係者（バンド等）に関連した書きかけの項目です。この項目を加筆・訂正などしてくださる協力者を求めています（P:音楽/PJ:芸能人）。 |